# Karl Gustaf Grandinson
Karl Gustaf Alexander Grandinson, född 19 augusti 1858, död 1944, var en svensk läroverkslärare och historisk författare. Han var kusin till Emil Grandinson.
Grandinson blev filosofie doktor i Uppsala 1884, lektor i historia med mera vid högre allmänna läroverket i Örebro 1889, var rektor vid Nyköpings högre allmänna läroverk 1902-14, lektor där samma år och vikarierande rektor vid samma läroverk 1922-23. År 1892-1903 var Grandinson sekreterare i Närkes fornminnesförening, vars meddelanden han redigerade 1896-1901. Han var mycket produktiv som författare.